# Майские протесты в Польше 1982 года
Майские протесты в Польше 1982 года (пол. Protesty 1 i 3 maja 1982 roku) — массовые акции протеста в ПНР, организованные подпольной Солидарностью 1—5 мая 1982. Основные события пришлись на польскую историческую дату 3 мая. Демонстранты требовали отмены военного положения, освобождения интернированных и политзаключённых, легализации независимого профсоюза. Уличные шествия сопровождались ожесточёнными столкновениями с ЗОМО, особенно в Варшаве и Щецине, несколько человек погибли. Протесты были подавлены, но обозначили новый этап сопротивления «Солидарности».

## Власть и подполье
С 13 декабря 1981 в Польше действовало военное положение. Власть принадлежала Военному совету национального спасения (WRON) и неформальной «Директории». Председатель WRON генерал Войцех Ярузельский одновременно являлся первым секретарём ЦК правящей компартии ПОРП, председателем Совета министров и министром национальной обороны ПНР.
Независимый профсоюз Солидарность был запрещён и подвергался репрессиям. Несколько тысяч активистов интернированы. Забастовки и иные протестные действия жёстко подавлялись милицейскими спецподразделениями ЗОМО при поддержке Службы безопасности МВД (СБ) и регулярных армейских частей. На шахте «Вуек» в Силезии были убиты девять забастовщиков. Оружие применялось и при разгоне демонстраций в разных городах Польши.
Активисты «Солидарности», избежавшие интернирования, создавали нелегальные структуры и разворачивали сопротивление. 22 апреля 1982 был создан всепольский руководящий орган подпольной «Солидарности» — Временная координационная комиссия (TKK). Председателем TKK стал Збигнев Буяк, до 13 декабря возглавлявший профцентр «Солидарности» в столичном регионе Мазовше. Подполье выдвинуло лозунг Zima wasza, wiosna nasza! — Зима ваша, весна наша!.
В некоторых городах, особенно в Варшаве, подполье принимало организованные формы. На заводах нелегально восстанавливались профсоюзные ячейки «Солидарности». Оставались на свободе некоторые известные профсоюзные активисты — в Гданьске слесарь Эдвард Янус, рабочий верфи Вальдемар Адриан и другие. По инициативе Виктора Кулерского формировались Комитеты социального сопротивления — структуры неподконтрольного общения, независимых собраний, устной, листовочной и самиздатовской агитации. Эва Кулик организовала эффективную систему конспирации. Теодор Клинцевич, Болеслав Яблоньский, Пётр Изгаршев возглавляли в столице молодёжные Группы сопротивления «Солидарные» (GOS) — печатная и радиопропаганда, атаки на властные объекты и отдельных одиозных лоялистов: повреждение автомобилей ЗОМО и партийных пропагандистов, атака химикатами на квартиры сексотов и театр «Сирена».

## Подготовка к событиям
29 апреля подпольное «Радио Солидарность» передало обращение Збигнева Буяка. Председатель TKK призвал поляков выйти на демонстрации с требованиями отменить военное положение, освободить интернированных и политзаключённых, легализовать «Солидарность». Первоначально предполагалось провести всепольскую акцию протеста 13 мая — отметить пять месяцев военного положения. Некоторые активисты были против уличных акций, считая их слишком рискованными. Предлагалось ограничиться собраниями в костёлах. 1 мая были организованы 92 католические мессы во имя Польши и святого Иосифа Труженика — покровителя всех трудящихся (религиозный мотив близок профсоюзному).
Но массы готовы были протестовать раньше и радикальнее. Первомай официально праздновался в ПНР как День труда. 3 мая — годовщина польской Конституции 1791, первой в Европе и второй в мире. Власти ПНР отменили государственный статус этой даты, но она оставалось значимой и отмечаемой в массах. Задуманные акции были названы контрдемонстрациями.
На 1 мая 1982 власти назначили официальное празднование с массовыми шествиями. Этому придавалось большое политическое значение — продемонстрировать стабилизацию, твёрдое положение ПОРП и WRON, лояльность большинства населения. За ситуацией пристально наблюдало партийно-государственное руководство СССР. Ярузельский держал своеобразный «экзамен» перед Москвой.
Уличные столкновения в этот день были признаны недопустимыми. Министр внутренних дел генерал Чеслав Кищак приказал не применять насилие к протестующим. На улицы были выведены крупные силы милиции и ЗОМО, но с приказом контролировать прохождение «незаконных демонстраций», не пресекая их. Однако начальник СБ генерал Владислав Цястонь ориентировал подчинённых на особую бдительность в отношении «антисоциалистических провокаций». Уже 30 апреля по Варшаве двигались милицейские автоколонны, над городом барражировали вертолёты. Милиционеры и агенты СБ усиленно вели розыск подпольных радиоточек. По столице ходили слухи о предстоящем побоище.

## 1 мая — репетиция
В Первомай власти организовали шествия и митинги практически во всех городах ПНР. Сотни тысяч людей (по официальным данным, миллионы) были вовлечены в эти мероприятия в обязательном порядке. Столичная демонстрация проходила у Дворца культуры и науки — что имело особое символическое значение: сооружение считалось «советским подарком Польше» и было связано с образом Сталина. Генерал Ярузельский выступил в подчёркнуто жёсткой тональности «защиты социализма». Высший руководитель ПНР дал понять, что вопрос о диалоге с «Солидарностью» более не рассматривается.
Первомайские акции «Солидарности» состоялись в Варшаве, Гданьске, Гдыни, Щецине, Торуни, Лодзи. Контрдемонстрации были не очень многочисленными, если учитывать десятимиллионную численность «Солидарности» 1981 года: около 30 тысяч человек, из них 12 тысяч в Варшаве, примерно по 5 тысяч в Щецине и Торуни. Исключение составил Гданьск, но там акция носила специфический характер: десятки тысяч людей собрались у памятника павшим рабочим верфи (памятник Трёх крестов), до 100 тысяч прошли под окнами квартиры интернированного председателя «Солидарности» Леха Валенсы.
Участники варшавской контрдемонстрации собрались утром на площади Победы и соорудили крест из цветов на месте папского алтаря Иоанна Павла II во время визита в 1979. Затем манифестанты двинулись от Замковой площади к костёлу Святой Анны и до берега Вислы. Они шли под национальными флагами, символами «Солидарности» и католическими образами. Скандировали «Солидарность победит! Долой военное положение! Хотим правды! Помним павших рабочих! Да здравствует Збигнев [Буяк]! Да здравствует Папа!» Негативно отзывались о пресс-секретаре правительства Ежи Урбане, саркастично о члене Политбюро Альбине Сиваке (Урбан заведовал пропагандой властей, Сивак обладал репутацией недалёкого человека). Атмосфера царила миролюбивая, демонстранты предлагали милиционерам присоединяться и шутливо советовали: «Отпустите Леха, арестуйте Войцеха!» Раздавались листовки с портретом Валенсы.
Иная обстановка сложилась в Щецине, где региональный профцентр Мариана Юрчика отличался особым антикоммунистическим радикализмом. Контрдемонстрацию вывели работник гостиницы Збигнев Савицкий, транспортник Анджей Пашковский, слесарь Ян Пиотровский. Лозунги были сходны с варшавскими: «„Солидарность“ была и будет! Переживём коммуну! Да здравствует Валенса! Да здравствует Юрчик!» — но настроение протестующих гораздо более хмурым и жёстким.
Силовики исполняли указание министра. Столкновения протестующих с ЗОМО произошли только в Торуни у памятника Николаю Копернику.

## 3 мая — столкновение

### Варшава
К 3 мая директивы Кищака были диаметрально противоположны. Теперь ставилась задача жёсткого, показательного разгона демонстраций, «отбивающего охоту» на будущее. Главный комендант милиции Юзеф Бейм получил соответствующие инструкции и разослал в регионы. Подразделения ЗОМО усилены милицейскими патрулями, оперативными группами СБ и Войсковой внутренней службы (WSW), частями внутренних войск. Санкционировалось применение спецсредств — дубинок, слезоточивого газа, светошумовых гранат.
Операция подавления в Варшаве получила название Baszta — Башня. По указанию столичного коменданта милиции генерала Ежи Цвека здесь действовал координационный штаб милиции и госбезопасности во главе с полковником Генриком Целяком. Общая численность сил, направленных на подавление, превышала 10 тысяч: более 6 тысяч бойцов ЗОМО, почти 1,5 тысячи курсантов милицейских школ, более 1 тысячи сотрудников СБ. В помощь им выдвинулись Надвислянские войсковые части (подчинение МВД), Войска внутренней обороны и оперативники WSW (подчинение Минобороны). Оперативное командование осуществлял командующий военным округом член WRON генерал Влодзимеж Олива, непосредственное — командир столичной ЗОМО подполковник Бронислав Залевский. Административную сторону обеспечивал президент Варшавы генерал Мечислав Дембицкий (в феврале сменил Ежи Маевского и принял функции комиссара WRON генерала Владислава Мруза, переведённого в Слупск). Общее руководство приняли генерал Кищак, его заместитель генерал Богуслав Стахура, главный комендант милиции Бейм, начальник СБ Цястонь; высшее политическое — генерал Ярузельский.
3 мая 1982 пришлось на рабочий день понедельник. Демонстрация в Варшаве началась в центре города. Около четырёх часов ЗОМО атаковали протестующих на Замковой площади и Рыночной площади Старого города. Демонстранты оказали физическое сопротивление, несколько тысяч человек прорвались к Барбакану. ЗОМО применили дубинки и слезоточивый газ, протестующие обрушили град камней, кирпичей и тротуарной плитки. Схватка за Барбакан длилась несколько часов.
Информация о столкновениях быстро разнеслась по Варшаве. Численность протестующих достигла 20 тысяч (что значительно превосходило расчёты, по которым комплектовались силы подавления). Проход на Рыночную площадь был перекрыт баррикадами. Часть ЗОМО пришлось перебросить от Барбакана к новому очагу сопротивления. Протестующие вступали в физические схватки с зомовцами, отбирали у них газовые гранаты и выбрасывали в канализационные люки. Из окон на зомовцев сбрасывались тяжёлые предметы. Под угрозой атаки оказались здание сейма ПНР на Вейской улице и здание ЦК ПОРП на улице Новый Свят.
Крупное столкновение завязалось на Силезско-Домбровском мосту через Вислу. Впоследствии оно получило в варшавском фольклоре название «Битва за мост». Протестующие отбили несколько атак ЗОМО. Установить контроль над мостом власти сумели лишь к восьми вечера. Спорадические стычки продолжались до полуночи.

### Щецин
Самые ожесточённые и длительные столкновения произошли в Щецине. Здесь действовало активное подполье «Солидарности». Лидером после интернирования Мариана Юрчика являлись рабочий судоверфи Гжегож Дурский, рабочий порта Юзеф Ковальчук, кооперативная служащая Алина Крыстосяк. Другой заметной силой подполья стала немногочисленная, но активная молодёжная организация Академическое движение сопротивления (ARO), ведущим активистом был недавний студент Педагогического университета физик и математик Марек Адамкевич.
Воеводский комендант милиции полковник Ярослав Верниковский заранее распорядился использовать для «разгона хулиганских выступлений и агрессивных групп все средства принуждения, кроме табельного оружия». На подавление были выдвинуты более 1,5 тысячи бойцов ЗОМО, более 220 сотрудников других милицейских подразделений и более 230 солдат и офицеров военного округа.
В десять утра были возложены цветы к мемориалу погибшим в декабре 1970 у ворот Щецинской судоверфи. К полудню люди собрались в костёле Наисвятейшего Сердца Иисуса. Оттуда двинулась демонстрация с пением польского гимна и радикальными лозунгами: «Да пребудет Господь над Польшей! Да здравствует Солидарность! Долой хунту, долой правительство! Милиция — гестапо! Освободить Мариана [Юрчика], посадить Урбана!» По милицейским отчётам, большинство демонстрантов составляли молодёжь и подростки.
Столкновения с ЗОМО начались около половины четвёртого дня. Попытка разогнать демонстрацию не удалось. На улице Защитников Сталинграда демонстранты прорвали заслон ЗОМО. Несколько тысяч человек сгруппировались на площади Победы. Они вступили в схватку, забрасывая ЗОМО кирпичами и коктейлями Молотова. В один из моментов протестующие перешли в наступление, атаковали зомовцев, сожгли гостиницу милицейской комендатуры. Комендатура отдала директиву применять «любые формы насилия». Задержанных подвергали жестоким избиениям и пыткам на милицейских постах.
Щецин был единственным городом, где сопротивление продолжалось после 3 мая. Два дня 4—5 мая здесь происходило нечто подобное городской герилье. Все попытки собраний немедленно разгонялись милицией. Горожане забрасывали зомовцев камнями и бутылками на улицах, цветочными горшками и мебелью из окон. Отмечалась определённая уличная координация, которую осуществляли активисты на мотоциклах.
Основной силой сопротивления стали студенты и старшие школьники из ARO. Активисты спонтанно организовались в уличные отряды, названные потом «Ополчение „Солидарности“». Активисты устраивали засады на ЗОМО, обстреливали из рогаток металлическими снарядами и подшипниками. Только к вечеру 5 мая Верниковский смог отчитаться перед Кищаком о «восстановлении порядка».

### Другие города
«Колыбель „Солидарности“» Гданьск оставался для режима проблемным регионом. Система управления здесь отличалась повышенной степенью милитаризации даже на общем фоне военного положения. На уровне WRON положение на Балтийском побережье курировал главнокомандующий ВМФ адмирал Людвик Янчишин. Первый секретарь воеводского комитета ПОРП Станислав Бейгер (сменивший «либерально» ориентированного Тадеуша Фишбаха) назначал офицеров армии, флота и милиции на руководящие партийные посты. Воеводский комендант милиции полковник Ежи Анджеевский был одним из политических руководителей региона.
В день 3 мая власти Гданьска действовали с упреждающей жёсткостью. Заслоны ЗОМО плотно блокировали протестующих. Были перекрыты потенциальные места сбора — подходы к Гданьской судоверфи, памятник трёх крестов, место жительства семьи Валенсы. Демонстрации не позволили разрастись свыше 5 тысяч человек. Собравшихся в костёле Святой Марии атаковали газовыми гранатами.
В Кракове на демонстрацию вышли около 7 тысяч человек. Для разгона ЗОМО применили водомёты. Ещё в нескольких городах в акциях участвовали от нескольких десятков до нескольких тысяч человек — больше всего в Гдыни, Лодзи, Торуни, Радоме, Эльблонге (2-4 тысячи). В некоторых случаях — например, Познань и Белосток — немногочисленные манифестанты ограничились возложением цветов, сооружением крестов, пением католических гимнов.

## Итоги
Общая численность протестующих в двенадцати городах составила около 40—50 тысяч человек.
Погибли четверо — варшавские рабочие Мечислав Радомский, Адам Шулецкий, студентка Иоанна Ленартович, щецинский рабочий Владислав Дурда. Радомский, Шулецкий и Ленартович были избиты ЗОМО при разгоне демонстрации; Дурда не участвовал в протестах, но был отравлен в своей квартире газовой атакой. Официально жертвами ЗОМО признаны Радомский и Дурда. Относительно Шулецкого и Ленартович нет формальных медицинских заключений, но обстоятельства их смерти очевидны.
Более тысячи человек были задержаны милицией, несколько десятков арестованы и интернированы. Наибольшее количество пришлось на Щецин — по разным данным, от примерно 250 до почти 700 и даже более 800 (разночтения связаны со статусом и сроком задержаний). От 270 до 290 человек задержаны в Варшаве, более 400 в Гданьске, почти 200 в Торуни, свыше 170 в Эльблонге, более 60 в Кракове, более 40 в Лодзи. Большинство задержанных вскоре выпустили, арестам и интернированиям подлежали активисты подполья и участники физических столкновений. Среди интернированных был Адамкевич, среди арестованных — лидеры первомайских контрдемонстраций в Гданьске (в том числе Адриан и Янус) и Щецине (Савицкий, Пашковский, Пиотровский). Некоторые из них впоследствии осуждены.
Точное количество раненых и избитых протестующих не публиковалось. В большинстве своём они не обращались за медицинской помощью. Известно, что в Варшаве серьёзные травмы получили около 20 человек, в Щецине не менее 65.
Принципиально важен новый фактор активного физического сопротивления. «Солидарность» никогда не призывала к насильственным действиям, настаивала на мирном характере протеста, осудила акцию молодёжной группы SZPP. Но протестующие не нуждались в призывах. Их готовность к бою оказалась неожиданной и для властей, и для оппозиции. Количество раненых бойцов ЗОМО в Варшаве составило 51, в Щецине — 85, из которых 17 госпитализированы, 5 в тяжёлом состоянии (но без угрозы для жизни). Этот момент был с тревогой замечен в СССР. Советская печать сообщала о многочисленных раненых милиционерах, особо упомянула щецинскую сожжённую гостиницу (умалчивая при этом о принадлежности гостиницы комендатуре).

## Последствия
3 мая показало не только репрессивные возможности властей и пассивную лояльность значительной части населения. Стало очевидным общественное влияние «Солидарности», наличие в стране сил, готовых к активной борьбе. Игнорировать «Солидарность», даже нелегальную, стало невозможно. 8 мая была создана Региональная исполнительная комиссия (RKW) варшавской «Солидарности». В этот орган вошли Збигнев Буяк, Виктор Кулерский, Збигнев Ромашевский, Збигнев Янас (все они участвовали в организации майских протестов).
Ещё 22 апреля TKK призвала к пятнадцатиминутной забастовке протеста в полдень 13 мая. В свете предшествовавших событий это вызывало серьёзную обеспокоенность властей. Крупные предприятия заранее блокировались милицией и армейскими частями, офицеры СБ вели «профилактические собеседования» с рабочими. В Варшаве бастовали более пятидесяти предприятий и учреждений (в основном научные, образовательные, железнодорожные и средней промышленности), остановили работы несколько заводов Тарнувского, Келецкого, Новосонченского воеводств. Наиболее крупные выступления произошли в Кракове: бастовали десятки заводов и учреждений, включая большинство цехов металлургического комбината HiL. Вечером после мессы в Мариацком костёле около 12 тысяч человек собрались у памятника Адаму Мицкевичу. Демонстрантов атаковали ЗОМО с водомётами и бронемашинами, десятки людей были избиты (один из них, 67-летний Влодзимеж Лисовский, вскоре скончался), 158 арестованы, 43 интернированы. Забастовка 13 мая имела определённая символическое значение, но в основном расценивалась как неудачная.
В целом режим выдержал испытание уличным столкновением. Был продолжен курс военно-карательного подавления. В общество внедрялось представление о безнадёжности сопротивления. Пропаганда усиливала мотив неодолимой силы власти. На примере первомайской статистики противопоставлялись «несколько миллионов демонстрантов и несколько тысяч хулиганов».
В то же время, среди конкретных результатов событий стала отставка первого секретаря Варшавского комитета ПОРП, одного из лидеров «партийного бетона» Станислава Кочёлека. Был распущен догматический клуб Варшава 80. Устранение «не справившегося с ситуацией» Кочёлека дополнительно укрепило аппаратные позиции руководящего триумвирата «Директории» — Ярузельского—Кищака—Барциковского.
Под несомненным влиянием майских событий была создана Борющаяся солидарность во главе с Корнелем Моравецким — радикально антикоммунистическое движение, ориентированное на жёсткую конфронтацию. Активист варшавских GOS Пётр Изгаршев, организатор силовых действий и нападений, сделал ставку на формирование «подпольной армии против общего врага, где не ведётся идеологических дискуссий, а выполняются приказы».
Протестные акции 3 мая повторялись в последующие годы, хотя уже не обретали масштаба 1982. В 1983 они приняли форму католических собраний перед визитом Иоанна Павла II (в результате майского повышения бдительности патрулей ЗОМО в Варшаве погиб Гжегож Пшемык). На демонстрациях 1984 были задержаны 454 человека (больше всего — 113 — снова в Щецине). Акции 1985 охватили 23 польских города, но с меньшим количеством участников — задержаны 205 человек. В 1986 выступили несколько групп численностью около 100 человек каждая. В 1987 отмечались лишь единичные акции, но задержаны 33 человека (из них 27 в Кракове). Последние разгоны происходили в 1988, на фоне новой забастовочной волны — 89 задержанных.
3 мая 1989 отмечалось уже легально, хотя ещё неофициально. Месяц спустя состоялись выборы, на которых победила «Солидарность». Вскоре ПОРП была отстранена от власти, ПНР преобразована в Третью Речь Посполитую.
В современной Польше события первых майских дней 1982 года считаются важной вехой освободительной борьбы «Солидарности». Институт национальной памяти ведёт исторические исследования и отмечает годовщины.